# رئيس مجلس النواب اللبناني
رئيس مجلس النواب اللبناني هو أعلى منصب في البرلمان اللبناني. ينتخب بالإقتراع السري والأغلبية المطلقة مع كل دورة نيابية جديدة، ويتولى إدارة الجلسات والدعوة إليها.

## الميثاق الوطني
على الرغم من أن الدستور لا يتطلب ذلك، إلا أن التفاهم بين الموارنة، السنة، الشيعة، الدروز والروم الأرثوذوكس في 1943، المعروف بالميثاق الوطني، أدّت إلى أن يحمل منصب رئيس مجلس النواب مسلمًا شيعيًا في كل دورة منذ ذلك الحين.